# Åløyholmen
Åløyholmen est une île norvégienne du comté de Hordaland appartenant administrativement à Kjerrgarden.

## Description
Rocheuse et recouverte d'arbres, à fleur d'eau, elle s'étend sur environ 58 m de longueur pour une largeur approximative de 61 m. 